# Fischereirecht
Fischereirecht bezeichnet die Gesamtheit der Rechtsnormen, die die Fischerei betreffen. Daneben versteht man darunter auch das konkrete subjektive Recht (im Sinn einer Berechtigung), ein bestimmtes Gewässer oder einen bestimmten Gewässerabschnitt zu befischen (auch: Fischrecht).

## Gesamtheit der Rechtsnormen
Diese Normen werden in zwei Bereiche aufgeteilt:
- Das Seefischereirecht wird durch internationale Gesetze und Abkommen sowie Fischereigesetze einzelner Staaten gebildet. In Deutschland gilt dafür das Seefischereigesetz
- Das Binnenfischereirecht wird von Gesetzen und Verordnungen der Staaten oder Länder festgelegt.
  - In Deutschland[2] und Österreich[3] gelten die einzelnen Landesfischereigesetze.
  - In der Schweiz regelt die Bundesgesetzgebung den Artenschutz (Bundesgesetz über die Fischerei vom 21. Juni 1991), die kantonale Gesetzgebung hingegen das Fischereirecht im eigentlichen Sinne, das heißt die Nutzung der Bestände (Fischereipacht, Fischereipatente und Freiangelfischerei), die erlaubten Fanggeräte, den Fang von Köderfischen und Fischnährtieren, den Besatz von Gewässern, das Uferbegehungsrecht usw.[4]

## Das subjektive Recht zu angeln
Fische im Sinne des Fischereirechts sind (wie im Mittelalter und späteren „Vischordnungen“) auch Neunaugen, Krebse und Muscheln, in einigen Bundesländern auch Fischnährtiere. Dieses Recht stand früher oft dem Adel oder dem Klerus als Privileg zu. Heute gehört das Fischereirecht nach den deutschen Landesfischereigesetzen meist dem Eigentümer des Gewässergrundstücks (Eigentümerfischereirecht), gleichzeitig gibt es aber viele Ausnahmen, da das Fischereirecht unabhängig vom Grundstück veräußert werden kann (selbständiges Fischereirecht). Auch durch historische Entwicklungen gibt es viele Ausnahmen, z. B. durch die jahrhundertealte Berufsfischerei. Insbesondere bei Berufsfischern gibt es oft auch sogenannte Koppelfischereirechte als Besonderheit, das heißt an ein und derselben Gewässerstrecke sind mehrere Personen fischereiberechtigt. Der Inhaber eines Fischereirechtes kann sein Recht verpachten oder andere Personen durch die Ausstellung von Gewässerscheinen die Fischerei ausüben lassen. Häufig versuchen lokale Angelvereine möglichst viele Fischereirechte in ihrer Umgebung zu pachten oder zu kaufen, um ihren Mitgliedern Fischereimöglichkeiten zu bieten.